# Рюдзодзи Нобутика
Рюдзодзи Нобутика (яп. 龍造寺 信周, 14 ноября 1532 — 23 сентября 1608) — японский военачальник периодов Сэнгоку и раннего Эдо, 1-й глава ветви Суко рода Рюдзодзи. Вместе со старшим братом Рюдзодзи Таканобу участвовал в многочисленных сражениях и, как считается, добился больших военных успехов.

## Биография
Второй сын Рюдзодзи Тикаиэ, младший брат Рюдзодзи Таканобу.
В 1570 году после битвы при Имаяме, в которой сражались роды Отомо и Рюдзодзи, войска Рюдзодзи одержали несколько крупных побед в местных сражениях, но из-за нестабильной внутренней ситуации продолжение конфликта с Отомо считалось невыгодным. По просьбе рода Отомо Нобутика был отправлен к ним в качестве заложника, что способствовало заключению мирного соглашения.
В 1584 году после гибели старшего брата Таканобу в битве при Окитанаватэ Нобутика перебрался в замок Суко. После завоевания Кюсю Тоётоми Хидэёси и походов в Корею власть постепенно переходила от рода Рюдзодзи к Набэсиме Наосигэ. Следуя этому процессу, Нобутика согласился с режимом правления рода Набэсима в провинции Хидзэн.
Когда Рюдзодзи Такафуса предпринял попытки восстановления власти рода Рюдзодзи, сёгунат вызвал Нобутику, его младшего брата Наганобу и Рюдзодзи Иэхару в Эдо для разбирательства. Поскольку все трое подтвердили признание правления Набэсимы в Хидзэне, господство рода Набэсима в этой провинции стало окончательно утверждённым.
Потомки Нобутики, как семья Суко-Набэсима (одна из четырёх ветвей Рюдзодзи), служили в качестве старших вассалов княжества Сага вплоть до реставрации Мэйдзи.
Рюдзодзи Нобутика умер в 1608 году и ему наследовал второй сын, Нобуаки.